# 马来西亚医院列表
下表列出马来西亚境内的政府和私人醫院。

## 马来西亚政府医院

### 吉打
- 亚罗士打苏丹后峇希雅医院
- 双溪大年苏丹阿都哈林医院
- 居林医院
- 华玲医院
- 锡医院
- 浮罗交怡医院
- 铅医院
- 日得拉医院
- 瓜拉尼浪医院

### 玻璃市
- 加央端姑傅芝雅医院

### 槟城
- 槟城中央医院（英语：Penang General Hospital）
- 双溪峇甲医院
- 大山脚医院
- 浮罗山背医院
- 诗不朗再也医院
- 甲抛峇底医院

### 霹雳
- 华都牙也医院（英语：Batu Gajah Hospital）
- 丹绒红毛丹幸福医院
- Changkat Melintang医院
- 宜力医院
- 金宝医院
- 江沙医院
- 巴里文打医院
- 怡保苏丹后拜润医院
- 司南马医院
- 斯里曼绒医院
- 和丰医院
- 仕林河医院
- 打巴医院
- 太平医院
- 安顺医院

### 布城
- 布城医院 （页面存档备份，存于）
- 国家癌症研究中心 （页面存档备份，存于）

### 雪蘭莪
- 莎亚南医院 （页面存档备份，存于）
- 安邦医院
- 万津医院 （页面存档备份，存于）
- 加影医院
- 新古毛医院 （页面存档备份，存于）
- 士拉央医院 （页面存档备份，存于）
- 沙登苏丹依德利斯沙医院 （页面存档备份，存于）
- 双溪毛糯医院 （页面存档备份，存于）
- 丹绒加弄医院
- 沙白安南Tengku Ampuan Jemaah医院
- 巴生中央医院（英语：Hospital Tengku Ampuan Rahimah）

### 吉隆坡
- 吉隆坡中央医院（英语：Kuala Lumpur Hospital）
- 马来西亚国立大学医院（英语：Hospital Canselor Tuanku Muhriz UKM）
- 马大专科医院（英语：University Malaya Specialist Centre）
- 马大医药中心（英语：University Malaya Medical Centre）
- Tuanku Mizan军队医院
- 蕉赖Rehabilitasi医院

### 森美兰
- 芙蓉端姑查化医院（英语：Tuanku Ja'afar Hospital）
- 瓜拉庇劳医院
- 波德申医院
- 淡边医院
- 日叻务医院
- 仁保医院

### 马六甲
- 马六甲中央医院（英语：Malacca General Hospital）
- 亚罗牙也医院
- 野新医院

### 柔佛

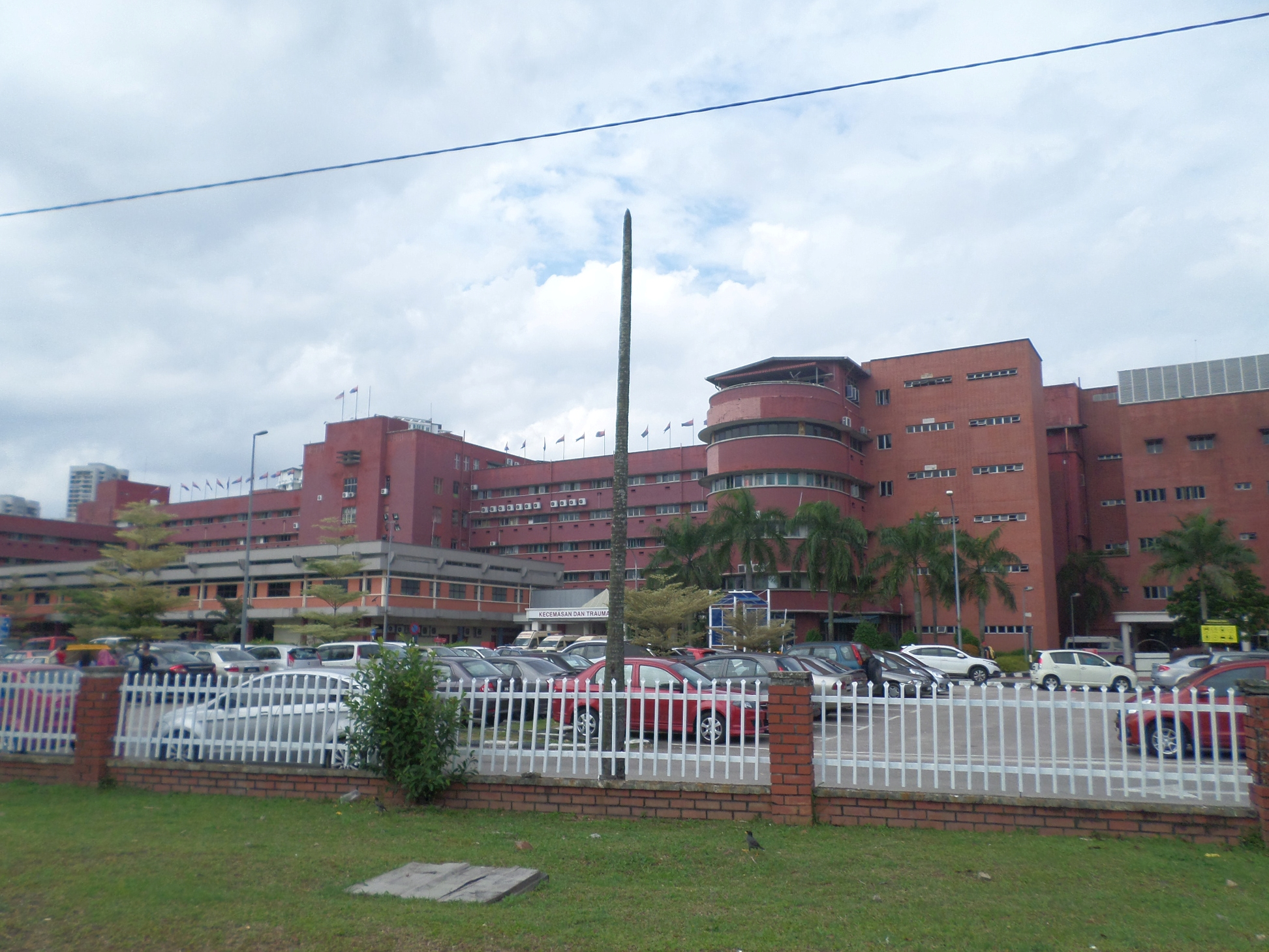
苏丹后阿米娜医院

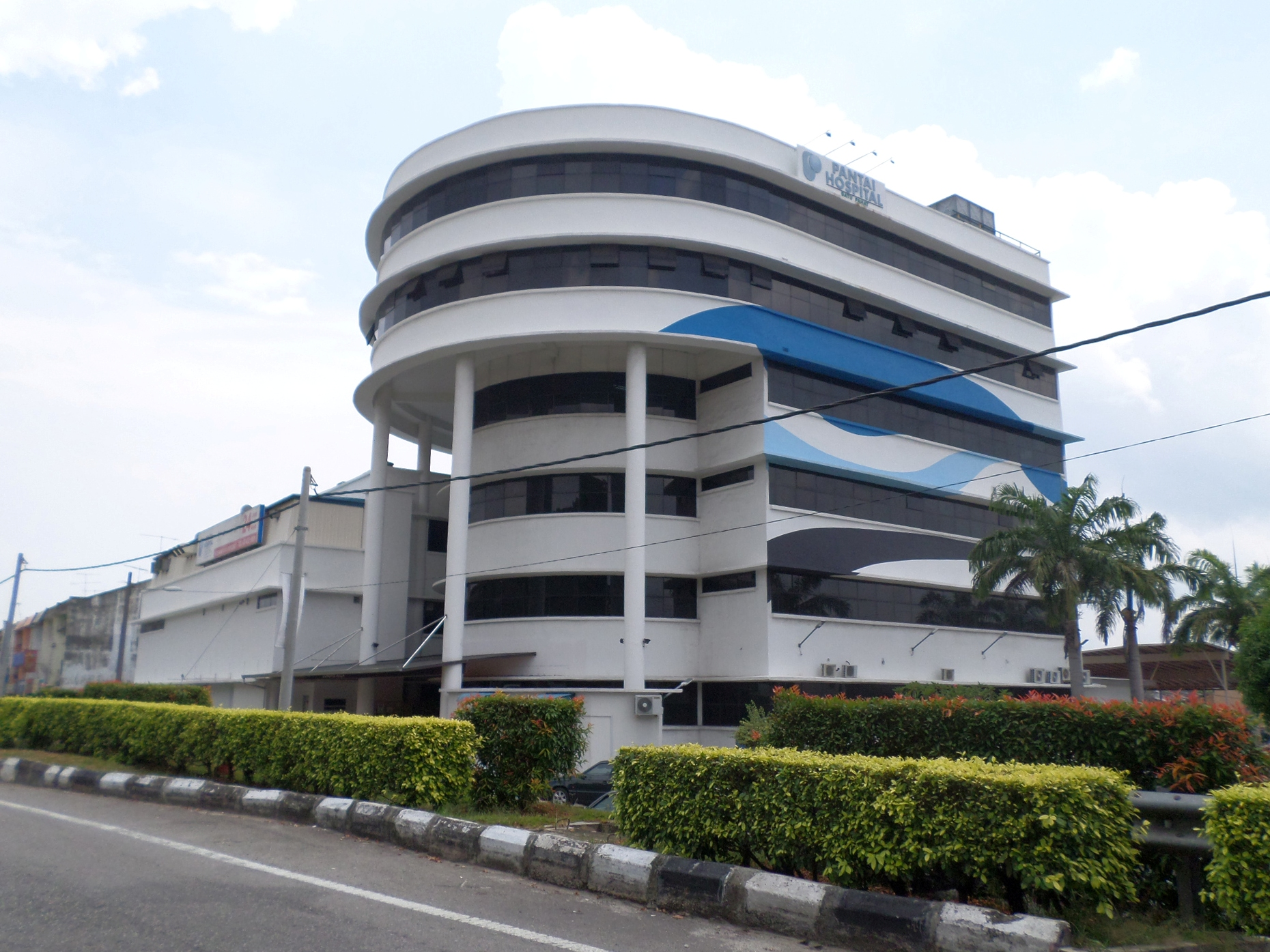
峇株巴辖班台医院

- 苏丹后阿米娜医院（英语：Hospital Sultanah Aminah）（中央医院）
- 麻坡苏丹后法蒂玛专科医院
- 峇株巴辖苏丹后诺拉依斯迈医院（英语：Hospital Sultanah Nora Ismail）
- 安吉哈惹卡宋医院（居銮中央医院）
- 昔加末医院
- 笨珍医院
- 哥打丁宜医院
- 丰盛港医院
- 东甲医院
- 古来医院
- 新山柏迈医院
- 新山苏丹依斯迈医院（英语：Sultan Ismail Hospital）

### 彭亨
- 关丹东姑安潘雅富珊中央医院（英语：Tengku Ampuan Afzan Hospital）
- 北根医院
- 瓜拉立卑医院
- 劳勿医院
- 文冬医院
- 而连突医院
- 增卡医院
- 姆阿占沙医院
- 淡马鲁医院（英语：Hospital Sultan Haji Ahmad Shah）
- 金马仑高原医院 （页面存档备份，存于）

### 登嘉樓
- 瓜拉登嘉楼医院 （页面存档备份，存于）
- 龙运医院
- 甘马挽医院 （页面存档备份，存于）
- 勿述医院
- 乌鲁登嘉楼医院
- 士兆医院 （页面存档备份，存于）

### 吉兰丹
- 哥打峇鲁苏丹后再娜二世医院（中央医院）
- 巴西马医院
- 道北医院
- 马樟医院
- 日里医院
- 丹那美拉医院
- 巴西富地东姑阿尼斯医院
- 话望生医院
- 瓜拉吉赖医院
- 马来西亚理科大学医院

### 沙巴
- 亚庇伊丽莎白女王医院 （页面存档备份，存于）
- 亚庇伊丽莎白女王二世医院 （页面存档备份，存于）
- 山打根肯特医院（英语：Duchess of Kent Hospital）
- 斗湖医院 （页面存档备份，存于）
- 根地咬医院 （页面存档备份，存于）
- 丹南医院 （页面存档备份，存于）
- 保佛医院 （页面存档备份，存于）
- 古达医院
- 古打毛律医院 （页面存档备份，存于）
- 兰瑙医院 （页面存档备份，存于）
- 拿笃医院 （页面存档备份，存于）
- 哥打马鲁都医院 （页面存档备份，存于）
- 实必丹医院 （页面存档备份，存于）
- 瓜拉班尤医院 （页面存档备份，存于）
- 吧巴医院 （页面存档备份，存于）
- 担布南医院 （页面存档备份，存于）
- 比鲁兰医院 （页面存档备份，存于）
- 仙本那医院 （页面存档备份，存于）
- 京那峇当岸医院 （页面存档备份，存于）
- 武吉巴当医院 （页面存档备份，存于）
- 里卡斯妇孺医院 （页面存档备份，存于）

### 砂拉越
- 砂拉越中央医院（英语：Sarawak General Hospital）
- 哥打三马拉汉砂拉越中央医院（心脏服务） （页面存档备份，存于）
- 诗巫医院
- 美里医院（英语：Miri Hospital）
- 石隆门医院
- 民都鲁医院
- 泗里街医院
- 诗里阿曼医院 （页面存档备份，存于）
- 林梦医院
- 老越医院
- 加帛医院
- 圣淘沙医院
- 沐胶医院
- 马鲁帝医院
- 伦乐医院
- 木中医院
- 西连医院
- 实文然拉惹查尔斯布洛克医院
- 加拿逸医院
- 砂拉卓医院
- 拉叻医院

### 纳闽
- 纳闽医院 （页面存档备份，存于）

## 私人医院

### 柔佛
- 依斯干达公主城哥伦比亚亚洲医院 （页面存档备份，存于）
- 本那哇医院 （页面存档备份，存于）
- 峇株巴辖班台医院
- 峇株巴辖布特拉专科医院 （页面存档备份，存于）
- 新山公主专科医院
- 麻坡KPJ专科医院 （页面存档备份，存于）
- Regency专科医院 （页面存档备份，存于）
- 鹰阁梅迪尼医院

### 吉打
- 双溪大年班台医院
- 吉打医药中心
- 布特拉医药中心
- Metro 专科医院 （页面存档备份，存于）
- 阿曼再也专科医院

### 槟城
- 玛丽安山医院 （页面存档备份，存于）
- 槟城丽阳医药中心[永久]
- 槟安医院（英语：Penang Adventist Hospital）
- 槟城康丽医院
- 槟城南华医院（英语：Lam Wah Ee Hospital）
- 槟榔医院
- 卢源来专科医院[永久]
- 鹰阁医院[1]
- 槟城KPJ专科医院 （页面存档备份，存于）
- 北海专科医院 （页面存档备份，存于）
- 槟城班台医院 （页面存档备份，存于）[2]

### 霹雳
- 法蒂玛医院
- 霹雳人民专科医院
- 怡保专科医院
- 近打医药中心
- 怡保班台医院
- 红土坎医院
- 安顺拉吉达星专科医院
- 麦克斯韦生育外科中心
- 阿波罗医药中心
- 太平医药中心
- 曼绒班台医院
- 曼绒KPJ专科医院

### 雪蘭莪
- 哥打白沙罗Alpha专科医院 （页面存档备份，存于）
- 八打灵再也宝康国际专科医院 （页面存档备份，存于）
- 武吉利茂哥伦比亚亚洲医院 （页面存档备份，存于）
- 蕉赖哥伦比亚亚洲医院 （页面存档备份，存于）
- 巴生哥伦比亚亚洲医院
- 八打灵再也哥伦比亚亚洲医院 （页面存档备份，存于）
- 蒲种哥伦比亚亚洲医院 （页面存档备份，存于）
- 莎亚南哥伦比亚亚洲医院 （页面存档备份，存于）
- 哥打白沙罗丽阳医药中心
- 莎亚南NR医院
- 加影圣淘沙医药中心
- 八打灵再也Assunta医院 （页面存档备份，存于）
- 敦胡先翁国家眼科医院 （页面存档备份，存于）
- 梳邦再也医药中心 （页面存档备份，存于）
- 森那美医药中心 （页面存档备份，存于）
- 安邦Puteri专科医院
- 白沙罗专科医院
- Puteri巴生医药中心
- 雪兰莪医药中心
- QHC 医药中心
- Metro 巴生医院
- 双威医疗中心 （页面存档备份，存于）
- 格拉那再也医药中心
- 达鲁益山医药中心
- Salam医药中心
- Metro IVF 中心 （页面存档备份，存于）
- UMRA医院 （页面存档备份，存于）
- Metro 万津医院
- 莎亚南医药中心
- 安达拉斯医药中心
- PMMC医院
- 双溪毛糯布特拉医药中心 （页面存档备份，存于）
- 马大专科中心
- Metro 瓜雪医院
- 巴生曼尼普尔医院（英语：Manipal Hospitals Klang）
- 巴生班台医院 （页面存档备份，存于）
- 巴生Sri Kota 医药中心 （页面存档备份，存于）
- 巴生KPJ专科医院 （页面存档备份，存于）

### 吉隆坡
- 文良港哥伦比亚亚洲医院 （页面存档备份，存于）
- TAGS专科中心
- 国际医生专科中心 （页面存档备份，存于）
- HSC 医药中心
- 太子阁医药中心 （页面存档备份，存于）
- 国家心脏中心
- 吉隆坡鹰阁医院 （页面存档备份，存于）
- 圣淘沙医药中心
- 同善医院 （页面存档备份，存于）
- 吉隆坡班台医院 （页面存档备份，存于）
- Lourdes 医药中心
- 蕉赖班台医院
- 郊外岭医药中心
- 阿波罗 敦依斯迈花园医药中心
- 冼都医院
- 富都专科中心
- 马国达专科医院中心 （页面存档备份，存于）
- Ampang Puteri KPJ专科医院[3]

### 森美兰
- 芙蓉哥伦比亚亚洲医院 （页面存档备份，存于）
- 汝来医药中心 Archive.today的存檔，存档日期2013-08-27
- 芙蓉专科医院
- 新那旺专科医院
- Mawar 医药中心 （页面存档备份，存于）
- NSCMH 医药中心
- 芙蓉KPJ医药中心

### 彭亨
- 关丹医药中心
- 关丹专科医院 DM医药中心
- PRKMUIP专科医院 （页面存档备份，存于）

### 吉兰丹
- 哥打峇鲁医药中心

- Perdana专科医院

### 沙巴
亚庇
- 亚庇沙巴KPJ专科医院 （页面存档备份，存于）
- 亚庇哲斯頓（Jesselton）医药中心 （页面存档备份，存于）
- 莱弗士（Rafflesia）医药中心 （页面存档备份，存于）
- 亚庇鹰阁医院 （页面存档备份，存于）[4]

### 砂拉越
古晋
- 婆罗医药中心 （页面存档备份，存于）
- 古晋专科医院 （页面存档备份，存于）
- 古晋诺玛（Normah）医药专科中心 （页面存档备份，存于）
- 金宝林（Timberland）医药中心 （页面存档备份，存于）

美里
- 美里哥伦比亚亚洲医院 （页面存档备份，存于）
- 美里市医药中心 （页面存档备份，存于）

诗巫
- 诗巫专科医药中心 （页面存档备份，存于）
- 诗巫拉让医药中心 （页面存档备份，存于）

民都鲁
- 民都鲁医药中心
- 民都鲁哥伦比亚亚洲医院

### 马六甲
- 爱极乐班台医院
- Mahkota 医药中心 （页面存档备份，存于）
- 布特拉专科医院
- 东方马六甲海峡医药中心 （页面存档备份，存于）